# Čalovec
Čalovec (em húngaro: Megyercs) é um município da Eslováquia, situado no distrito de Komárno, na região de Nitra. Tem 23,21 km² de área e sua população em 2018 foi estimada em 1.166 habitantes.

## Demografia
| Ano:        | 1994 | 2004   | 2014   | 2024   |
| ----------- | ---- | ------ | ------ | ------ |
| Broj ljudi: | 1169 | 1177   | 1164   | 1109   |
| Razlika:    |      | +0,68% | -1,10% | -4,72% |

| Ano:               | 2023 | 2024   |
| ------------------ | ---- | ------ |
| Número de pessoas: | 1122 | 1109   |
| Diferença:         |      | -1,15% |